# Dorpsvlag
Een dorpsvlag of (moderne) stadsvlag is een vlag die geen officiële status (meer) heeft, maar wel door dorpsraden, stadsdeelraden, plaatselijke verenigingen en inwoners van de betreffende plaats gebruikt mag worden. Over het algemeen hebben deze kernen ook een eigen dorpswapen. Het gebruik van een dorpsvlag is algemener dan dat van een dorpswapen: het wapen hoort bij het gezag, terwijl met de vlag vooral een eigen identiteit wordt benadrukt.

## Situering

### Nederland
Vaak is een dorpsvlag de voormalige gemeentevlag van een plaats in de huidige gemeente, maar in sommige gevallen is hij speciaal voor dit doel gecreëerd. In Nederland voerden tot in de zeventiger jaren van de twintigste eeuw uitsluitend zelfstandige gemeenten een eigen vlag, en veel gemeenten hadden zelfs geen vlag omdat daar geen verplichting toe bestaat. Plaatsen die nooit een zelfstandige gemeente waren hebben tot die tijd nooit een eigen vlag gehad.
Door de gemeentelijke herindelingen in Nederland ontstond langzaam maar zeker de behoefte van kleinere plaatsen om hun eigen identiteit door middel van een vlag te bevestigen. Het opsieren van traditionele dorpsfeesten met gemeentevlaggen wordt door veel inwoners ongepast gevonden, zeker wanneer de betreffende gemeente een groot landelijk gebied bestrijkt.
In tegenstelling tot gemeentevlaggen worden dorpsvlaggen niet door de Hoge Raad van Adel in het vlaggenregister geregistreerd. Dorpsvlaggen worden net als dorpswapens alleen maar uit traditie gebruikt. Toekenning gebeurt (meestal) door de gemeente, die daar in een raadsvergadering over beslist. In Nederland heeft de provincie Friesland de hoogste concentratie aan dorpswapens en -vlaggen, in 2010 stonden daar 226 wapens en 220 vlaggen geregistreerd.
Wanneer er een dorpswapen bestaat zal de dorpsvlag vrijwel altijd kleuren hebben die in dat wapen voorkomen. Op deze regel, die ook voor gemeentevlaggen geldt, zijn uitzonderingen, bijvoorbeeld wanneer de kleur van het wapen historisch gezien onjuist blijkt en het wapen uit traditie ongewijzigd is gebleven, of wanneer kleuren in de vlag voorkomen die symbolisch een grote betekenis voor de plaats hebben.

#### Voorbeelden van dorpsvlaggen
Voor Alphen en Chaam:

?De gemeentevlag van Alphen en Riel
De dorpsvlag van Alphen
?De gemeentevlag van Chaam
De dorpsvlag van Chaam

Alphen was voorheen geen zelfstandige gemeente maar vormde met Riel samen de gemeente Alphen-Riel. Na opheffing van die gemeente ging Alphen over naar de fusiegemeente Alphen-Chaam. Het oude gemeentewapen van Alphen en Riel in rijkskleuren (blauw en goud) werd in de oorspronkelijke kleuren (groen en zilver) het dorpswapen van Alphen, wat logisch is omdat het een zogenaamd sprekend wapen is: de alpentoppen op wapen en vlag verwijzen naar de gelijknamige plaats. De dorpsvlag die bij het wapen hoort heeft kleuren van dat zelfde wapen, terwijl de oorspronkelijke gemeentevlag de kleuren van het oude gemeentewapen had.
Chaam was voorheen een zelfstandige gemeente en verloor die status na de fusie met Alphen. Voor de fusiegemeente werd een nieuwe vlag ontworpen. Chaam behield het oude gemeentewapen ongewijzigd als dorpswapen, in rijkskleuren hoewel dat niet de historische kleuren waren. De oude gemeentevlag werd niet als dorpsvlag voor Chaam gebruikt. In plaats daarvan werd een nieuwe vlag ontworpen in de oorspronkelijke kleuren. Deze lijkt uiterlijk veel op die van Alphen.

## Nog enkele voorbeelden
De volgende wapens geven een kort overzicht van een aantal dorpsvlaggen met een link naar hun geschiedenis:

Dorpsvlag van Rosmalen
Dorpsvlag van Katwijk
Dorpsvlag van Bemelen
Dorpsvlag van Wormerveer

Voorbeelden van dorpsvlaggen die nooit als gemeentevlag hebben bestaan;

Dorpsvlag van Hoogland
Dorpsvlag van Nieuw-Vennep
Dorpsvlag van Witteveen
Dorpsvlag van Scheveningen

Bovenstaande voorbeelden zijn allemaal Nederlands. In andere landen zijn echter ook dorpsvlaggen in gebruik.